# Vitriol

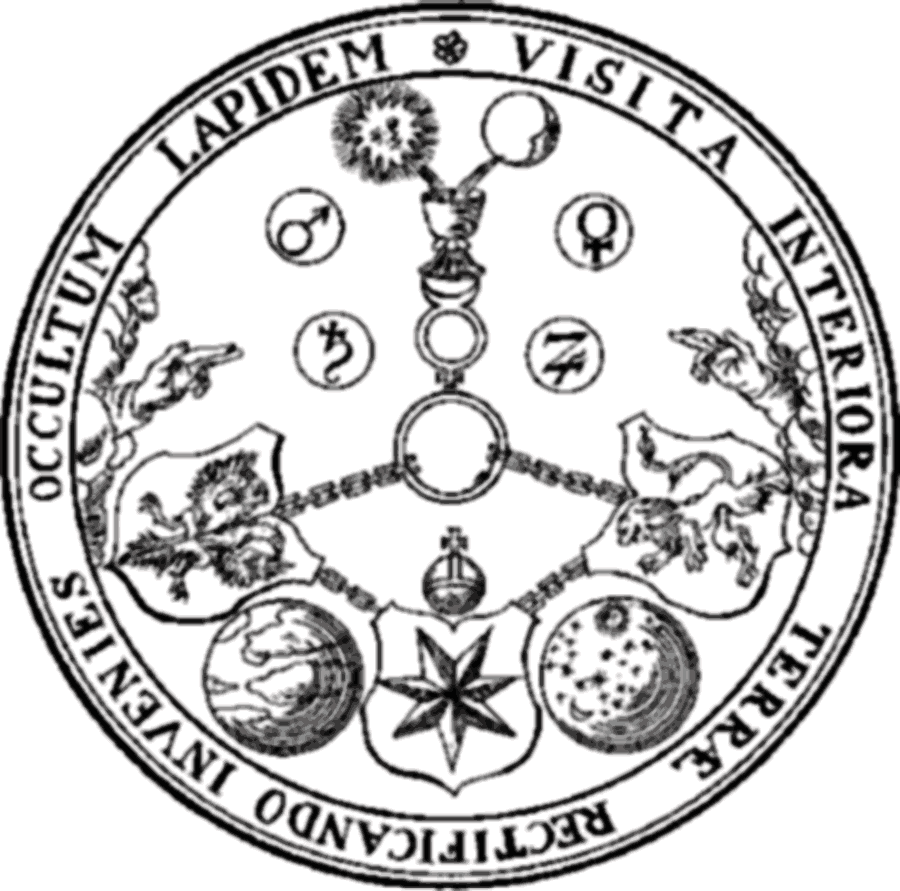
Sigillo del Vitriol dal Viridarium Chymicum di Daniel Stolcius von Stolcenberg (Francoforte, 1624) con l'acronimo esplicitato: «Visita Interiora Terrae, Rectificando Invenies Occultum Lapidem»

Col termine vitriol (dal latino  medievale vitriòlum) nell'alchimia ermetica si fa riferimento a vari materiali di lucentezza vitrea, particolarmente forti e acidi come il vetriolo, l'acido solforico, o altro solfato metallico, utilizzato ad esempio come composto della polvere di simpatia. 
Sul piano metaforico indica in realtà il procedimento alchemico della Grande Opera, che consiste nel dissolvimento degli aspetti più duri ed egoistici della persona, così come degli elementi fisici più grossolani, per ricomporli in forma nobile e giungere alla realizzazione della pietra filosofale.

## Vitriolnell'alchimia

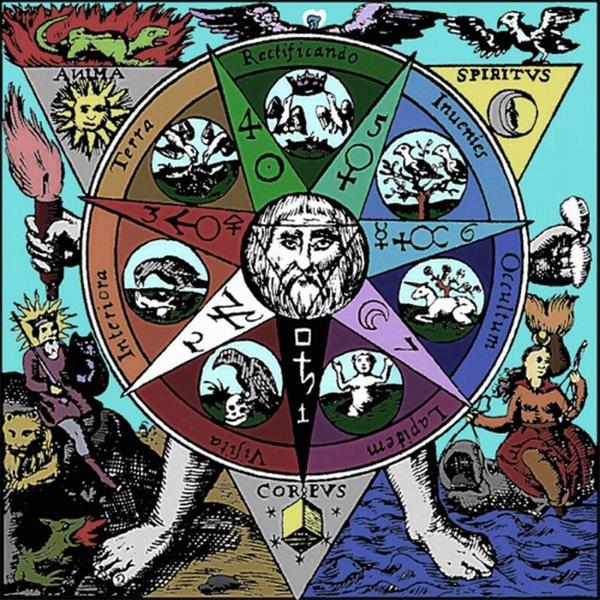
Il sigillo del Vitriol con l'indicazione dei vari procedimenti alchemici, in tutto sette, dalla versione di Azoth di Basilio Valentino pubblicata nel 1613.

Il termine nasce anche come acronimo, o più propriamente acrostico: V.I.T.R.I.O.L., formato dalle prime lettere di un celebre motto dei Rosacroce, comparso la prima volta nell'opera Azoth del 1613 dell'alchimista Basilio Valentino, espresso in lingua latina: «Visita Interiora Terrae, Rectificando Invenies Occultum Lapidem», che significa «Visita l'interno della terra, operando con rettitudine troverai la pietra nascosta». La frase continuava alle volte con le parole Veram Medicinam, a indicare che la pietra è anche il «vero rimedio» per ogni malattia, in tal caso l'acrostico diventava VITRIOLUM.
L'espressione stava a indicare l'esigenza di scendere nelle viscere della terra, cioè negli anfratti oscuri dell'anima, per conseguire l'iniziazione, operando quella trasmutazione della materia nello spirito che avrebbe permesso di conseguire l'immortalità e riportare alla luce la sapienza, attraversando le diverse fasi dell'Opera alchemica, cioè nigredo, albedo, rubedo.
A tal fine occorreva appunto un acido come il vetriolo in grado di sciogliere anche la pietra più dura e provocare le trasformazioni più radicali. Spesso era simbolizzato da un leone verde intento a divorare il sole, capace cioè di disciogliere l'elemento più elevato e incorruttibile, conferendo un potere totale e illimitato.
Il colore verde era ciò che risultava dalla distillazione dell'acqua di vetriolo e dello zolfo, come testimonia un trattato arabo del XIII secolo:
(Epistola di Gàfar al-Ṣādiq sulla scienza dell'arte [alchemica] )

## Vitriolnella massoneria
La massoneria si è riappropriata dell'acrostico vitriol, facendone non solo un semplice invito al compimento di un percorso, ma anche un codice esoterico da decifrare per il conseguimento dell'iniziazione. La parola VITRIOL si trova impressa infatti sulla parete della camera oscura massonica, cioè del gabinetto di riflessione dove deve sostare l'aspirante adepto prima di essere affiliato.